# Dunaalmás-Szomód turistaút
A Dunaalmás-Szomód turistaút Dunaalmásról vezet Szomód településre. A turistaút érinti a Római út műemlékutat, amelyen római kori vízáteresztő is található. További látnivalók közt található a Les-hegy és a Kőpite-hegy területét, a Dunaalmási Kőfejtő Természetvédelmi Terület területét, amely a Duna–Ipoly Nemzeti Park Igazgatóságának hatáskörébe tartozik.
A turistaút fehér alapon sötétzöld vízszintes csíkkal van jelölve. Az út mentén jól láthatóak a bizonyos időközönként felfestett turistajelzések. Az út mintegy 7,3 kilométer hosszú.

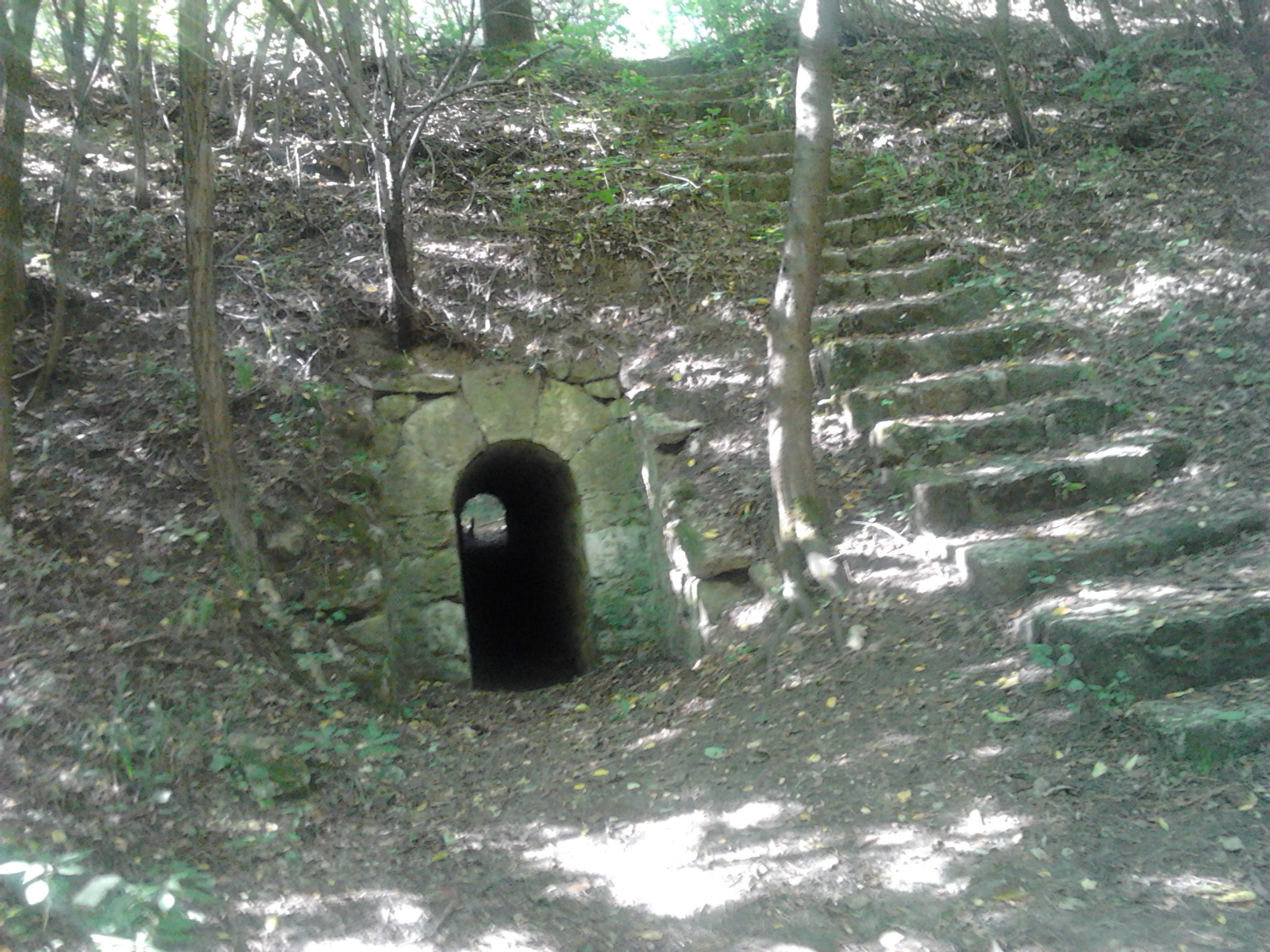
Vízáteresztő a római út alatt

A turistaút a Dunaalmás - Ugró-hegy - Meddőhányó - Kóbor Jenő emlékoszlop - Római út - Római vízáteresztő - Betlehemi erdészház - Széles-Csapás - Gerecsemajor - Szomód  útvonalon halad. A turistaútvonalat 1900-ban hozták létre. Az útvonal 130 métert emelkedik a fentebb látható útvonalat követve és 95 métert csökken a hegyről lefele jövet az út vége és a hegytető közt.

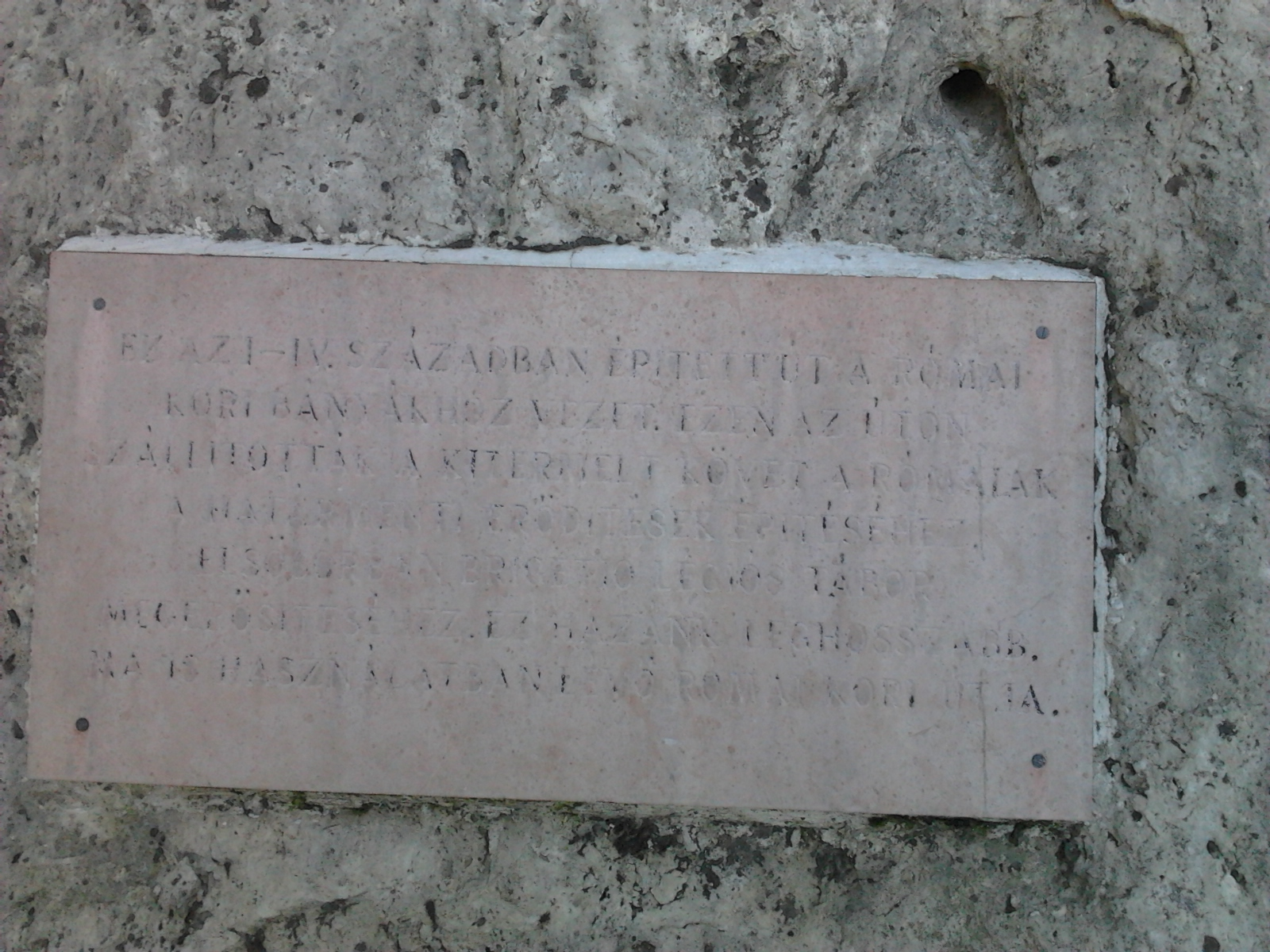
A Római út emléktáblája Dunaalmás közelében

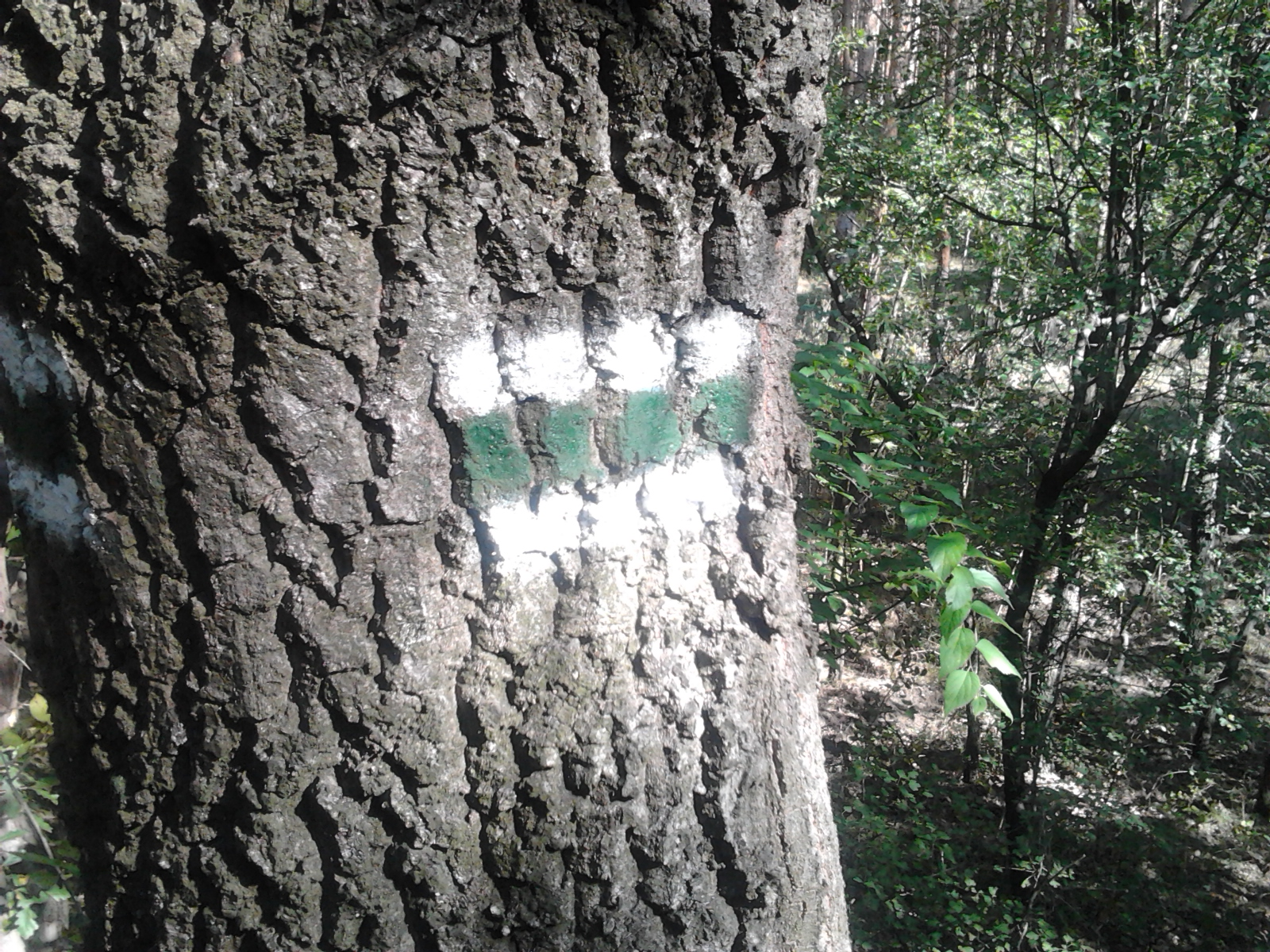
Turistajelzés a római út mentén

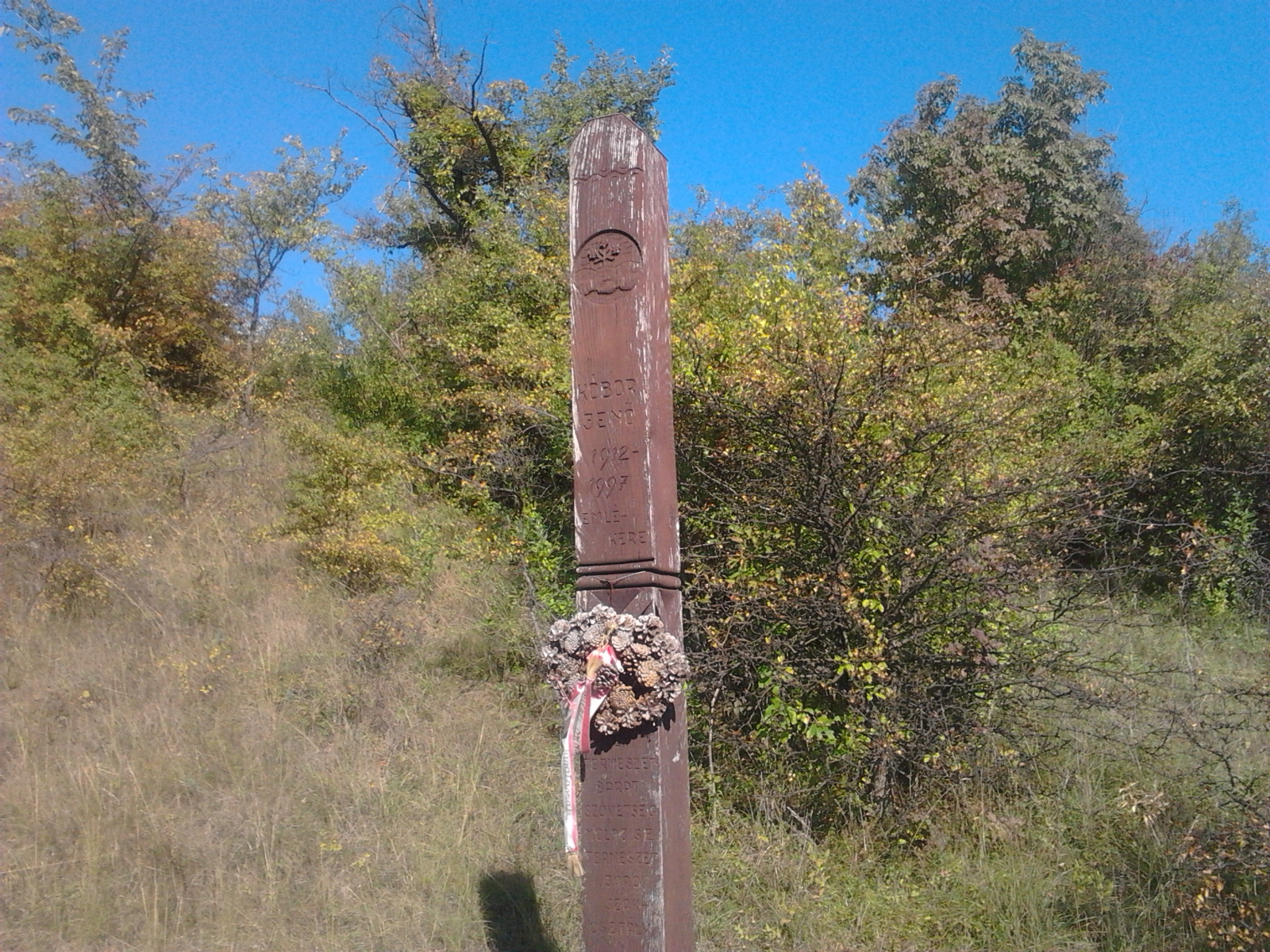
Kóbor Jenő emlékoszlopa a római út mentén